# Yahaira Plasencia
Yahaira Maciel Plasencia Quintanilla (Rímac, 23 de abril de 1994) es una cantante, personalidad de televisión, modelo, compositora y bailarina peruana. Se desempeña en el género de la salsa, habiendo integrado la banda femenina Son Tentación antes de embarcarse en una carrera en solitario. 
Aunque tuvo un paso fugaz por el programa concurso Habacilar en 2009, saltó a la popularidad en la farándula peruana en 2015 por su relación con el futbolista peruano Jefferson Farfán, para después participar en diferentes programas de televisión, destacando por su victoria en el formato Reyes del show del programa El gran show. Además de participar en otros reality shows como Esto es guerra y El artista del año, incursionó como actriz en las series Junta de vecinos (2018), Cumbia pop (2022) y Maricucha (2022).
Ha destacado en el ámbito musical por interpretar canciones versionadas, así como por  canciones inéditas como «Cobarde» e «Y le dije no», de la mano del productor Sergio George, los cuales fueron incluidos en el listado Tropical Airplay de Billboard. Plasencia ha sido nominada a premios internacionales como los Premios Heat Latin Music, los Premios Juventud y los Premios Lo Nuestro, además de galardones locales como los Premios Luces, los Premios Moda, los Premios Platinum Panamericana y los Premios Radiomar.

## Biografía

### Primeros años
Nació el 23 de abril de 1994 en el distrito de Rímac, donde vivió su infancia. Es la cuarta de cinco hermanos. Estudió en la Institución Educativa Esther Cáceres Salgado. A los 14 años, trabajó en el Circo de Hanna Montana en San Juan de Miraflores, donde se desempeñó como acomodadora de público, y posteriormente como bailarina.

### Música
Según su fundador, Nílver Huarac, fue convocada inicialmente por la agrupación Alma Bella, pero fue rechazada durante su convocatoria.
En 2012 es fichada para la orquesta femenina de salsa, Son Tentación. Tras abandonar Son Tentación, en octubre de 2015 comienza una carrera como cantante solista con su propia orquesta, realizando presentaciones en distintos lugares del país. La agrupación ha llevado por nombres: Yahaira Plasencia & Orquesta, Las Patronas y Yahaira y los Protagonistas.

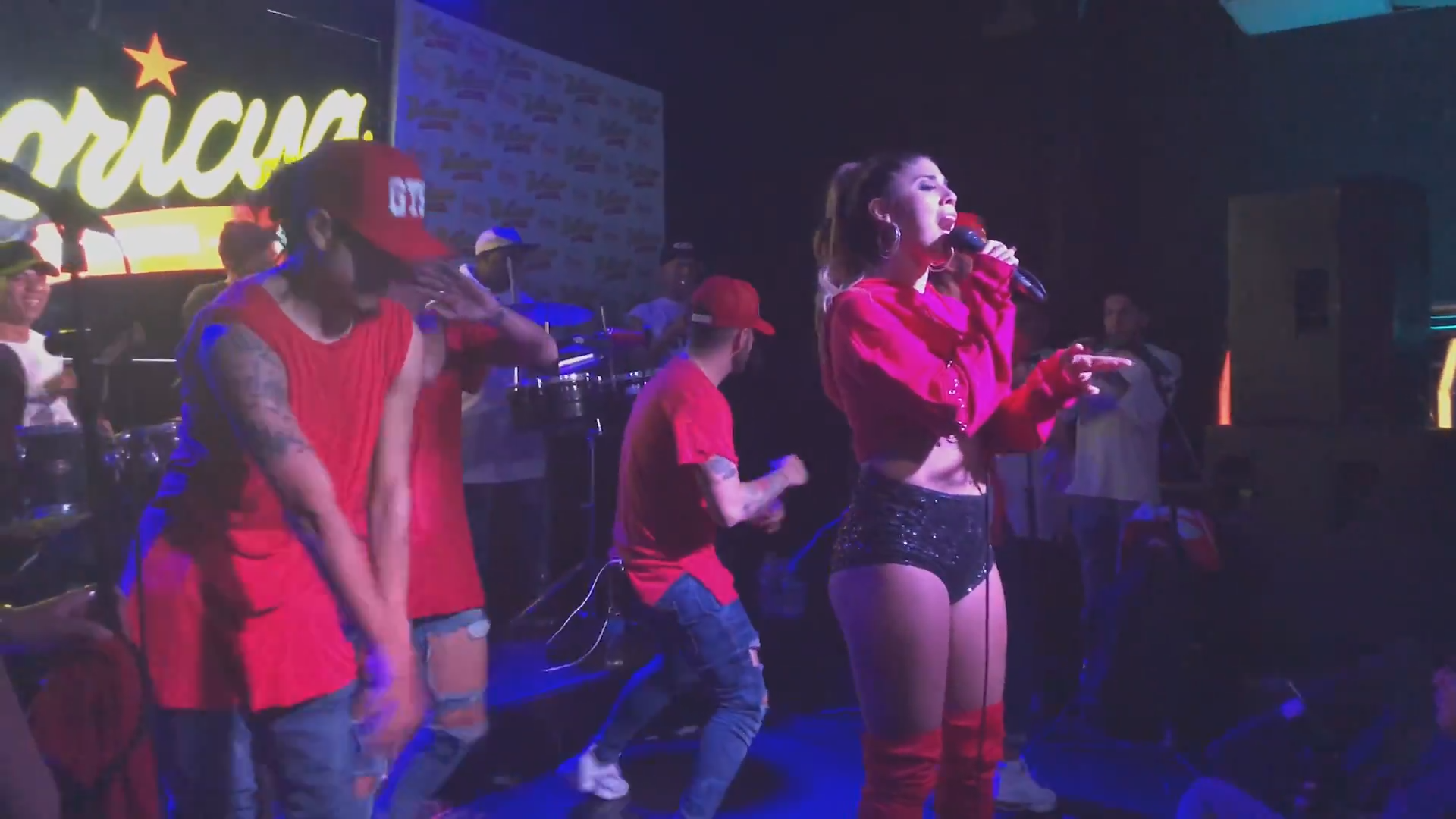
Yahaira Plasencia en un concierto en junio de 2018.

En enero de 2016 lanza su primer sencillo «Sé que te amaré», un cover de «¿Quién eres tú?» de la cantante mexicana Yuri. En noviembre de 2017, lanza su álbum debut independiente Y de pronto, tú y yo, de 7 canciones. En septiembre de 2018, lanza su segundo álbum La original, de 14 canciones.
En agosto de 2019 publica el sencillo «Y le dije no», una canción experimental entre salsa y urbano, en colaboración del productor estadounidense Sergio George. Con este tema debuta en la lista Tropical Airplay de Billboard, ocupando la posición 23.
A fines de enero de 2020 lanza «Cobarde», su segundo sencillo producido por Sergio George, que posteriormente tendría una versión en reguetón. Con una posición más alta esta vez, logró ingresar nuevamente al Tropical Airplay, alcanzando la posición 13.
En febrero de 2020 asiste a la alfombra roja de los Premios Lo Nuestro. La revista People la catalogó como una de las mejores vestidas de la ceremonia. En octubre de 2020, lanza el sencillo «U la la», en colaboración de los puertorriqueños Daniel el Travieso y Randy.
En abril del 2021, es nominada como «mejor artista región sur» en los Premios Heat Latin Music, donde además se desempeñó como una de las presentadoras. En julio de 2021 estrena su cuarto sencillo con Sergio George, titulado «Dime».
El 2 de junio del 2022, estrena una versión femenina de «El cantante» del cantante puertorriqueño Héctor Lavoe, titulada «La cantante (salsa)», con la colaboración del rapero peruano Ator Untela y producida por Sergio George. El tema fue interpretado en la entrega anual de 2022 de los Premios Heat Latin Music y los Premios Juventud.
En 2024 fue la encargada de abrir el concierto de Gilberto Santa Rosa en Lima. En julio de ese año, participó como artista invitada en el tema «La vida es una fiesta» de Wisin, en el que solo se atribuye la colaboración de esa canción al productor Sergio George.
En 2025, apareció en el canal argentino Telefe para presentar su tema «Las mujeres también lloran». La presentaron como «la diosa del Perú» y su presencia fue recibida con escepticismo por parte de la prensa local.

### Prensa de espectáculos y televisión
En 2009 Plasencia hizo su primera aparición televisiva en el segmento Ven, baila, quinceañera del programa Habacilar, conducido por Raúl Romero.
En 2013 el medio Peru.com la elige como una de sus modelos. En octubre de 2013 integró el elenco de participantes del programa de competencias Bienvenida la tarde, transmitido por Latina Televisión.
En 2015 obtiene mayor resonancia al comenzar una relación sentimental con el futbolista peruano Jefferson Farfán, convirtiéndose en una de las parejas más mediáticas del país. Por esto mismo, fue nominada al Balón Rosa de Oro, una distinción otorgada por el periódico español Sport a las parejas de futbolistas más atractivas en el mundo, convirtiéndose en la primera peruana galardonada.
En noviembre de 2015 participa en la decimocuarta temporada de El gran show (titulada como Reyes del show), programa conducido por Gisela Valcárcel y emitido por América Televisión, teniendo como dúo a George Neyra. Fue en una de las galas del programa que recibió el apodo de «la Reina del Totó», tras ganar un enfrentamiento al ritmo de la canción «Mueve el totó». Luego de un mes de competencia, Plasencia y Neyra se consagran ganadores de la temporada.
En octubre de 2016 retorna a El gran show para la decimoséptima temporada, nuevamente con Neyra como pareja. Debido a su lesión, fue reemplazada por Karen Dejo durante la séptima semana (semifinal). Aun así, perdió en un duelo y fue retirada, ocupando el quinto lugar. El 7 de enero de 2016 es nombrada «modelo de la semana» por el diario La República.
En marzo de 2018 da aparición en la serie musical Cumbia pop de América Televisión, en el rol antagónico de Jazmín Camacho, siendo este su primer papel actoral. En 2022 hizo dos cameos en las telenovelas de la misma televisora Junta de vecinos y Maricucha. En agosto de ese año también fue presentada como tutora en el programa La gran estrella, conducido por Gisela Valcárcel.
En 2024, asumió la presentación de Al sexto día, pero fue despedida meses después.

### Emprendimiento
En noviembre de 2017 inauguró un salón de belleza/spa en la urbanización de Salamanca (Ate-Vitarte), que lleva su nombre.
En septiembre de 2020 anunció el lanzamiento de Yahaira Merch, su línea de ropa y accesorios virtual.
En enero de 2022 inauguró una academia de baile ubicada en Lince, que lleva por nombre La Academia. Sin embargo, fue clausurada temporalmente por la municipalidad del distrito por falta de licencia de funcionamiento. Ante ello, presentó otro local en el distrito de San Miguel.

## Controversias
En septiembre del 2016, el futbolista peruano Jerson Reyes se sentó en el programa El valor de la verdad, donde en medio de las preguntas realizadas por Beto Ortiz, señaló que Yahaira Plasencia mantuvo con él un affaire, por lo que había incurrido en una infidelidad hacia el futbolista Jefferson Farfán, quien fue pareja de Yahaira.
En junio del 2017 debutó en el reality show de competencias Esto es guerra, como miembro del equipo de los Guerreros. No obstante, el 8 de octubre, ella junto a Rosángela Espinoza —del equipo rival— protagonizaron un escándalo al lanzarse tortazos e insultarse, que después conllevó a agresiones físicas. Debido al impacto negativo del incidente, la productora ProTV las expulsó del programa indefinidamente.
En abril del 2021 fue intervenida en Cieneguilla por la Policía Nacional, tras una redada en una fiesta covid realizada por la celebración de su cumpleaños, en medio del confinamiento por la pandemia de COVID-19. Ante la posible detención, Yahaira utilizó una maletera de un vehículo para esconderse de las autoridades, hecho que fue grabado por los mismos y tuvo un impacto de viralidad en redes sociales. Plasencia, quien habría retornado a Esto es guerra meses atrás, fue expulsada nuevamente del reality.
En junio de 2023, la diseñadora de modas Nicole Akari acusó a la cantante de una supuesta deuda de 5 mil dólares, cosa que Plasencia reconoció días después.

## Discografía

### Álbumes de estudio
- 2017: Y de pronto, tú y yo
- 2018: La original
- 2025: Cumbia vs. salsa

### EP
- 2023: Yahaira: éxitos de Juan Carlos Calderón[82]

### Álbumes recopilatorios
- 2017: Mis favoritas, vol. 1

### Álbumes en vivo
- 2020: Yahaira Plasencia 2020 (en vivo) (junto a N'Samble y Maricarmen Marín)
- 2024: Soltera (Live Session)

### Sencillos

#### Como artista principal
| Año | Título | Mejor posición en listas | Mejor posición en listas | Mejor posición en listas | Álbum                                   |
| Año | Título | USA Trop.                | PER                      | PER Trop.                | Álbum                                   |
| --- | ------ | ------------------------ | ------------------------ | ------------------------ | --------------------------------------- |
| «Sé que te amaré»/«¿Quién eres tú?»                                                                                      | 2016   | —                        | —                        | —                        | Sencillo sin álbum                      |
| «Quítame ese hombre» | 2017   | —                        | —                        | —                        | La original                             |
| «Sé que fallé» | 2018   | —                        | —                        | —                        | Sencillo sin álbum                      |
| «No te he robado nada»                                                                                                   | 2018   | —                        | —                        | —                        | La original                             |
| «No vuelvas a besarme»                                                                                                   | 2018   | —                        | —                        | —                        | La original e Y de pronto, tú y yo      |
| «Quítame ese hombre» | 2018   | —                        | —                        | —                        | La original e Y de pronto, tú y yo      |
| «Huele a peligro» | 2018   | —                        | —                        | —                        | Y de pronto, tú y yo                    |
| «Sé que falle (en vivo)»                                                                                                 | 2018   | —                        | —                        | —                        | La original                             |
| «Ay amor» | 2018   | —                        | —                        | —                        | Y de pronto, tú y yo                    |
| «La original» | 2018   | —                        | —                        | —                        | La original                             |
| «Tú» | 2018   | —                        | —                        | 18                       | Sencillos sin álbum                     |
| «Lo sabe Dios» | 2018   | —                        | —                        | —                        | Sencillos sin álbum                     |
| «Corazón encadenado» (N'Samble y Yahaira Plasencia)                                                                      | 2019   | —                        | —                        | —                        | Sencillos sin álbum                     |
| «Créeme» (Michel Robles y Yahaira Plasencia)                                                                             | 2019   | —                        | —                        | —                        | Sencillos sin álbum                     |
| «Nuestro final» (Emil, Yahaira Plasencia y N'Klabe)                                                                      | 2019   | —                        | —                        | —                        | Sencillos sin álbum                     |
| «Y le dije no» (con Sergio George)                                                                                       | 2019   | 23                       | 9                        | 1                        | Sencillos sin álbum                     |
| «Y le dije no (Version Française)» (con Sergio George y Ok Nice)                                                         | 2019   | —                        | —                        | —                        | Sencillos sin álbum                     |
| «Cobarde» (con Sergio George)                                                                                            | 2020   | 13                       | 1                        | 1                        | Sencillos sin álbum                     |
| «Cobarde (Urban Version)» (con Sergio George)                                                                            | 2020   | —                        | —                        | —                        | Sencillos sin álbum                     |
| «Gracias mi Dios» | 2020   | —                        | —                        | —                        | Sencillos sin álbum                     |
| «U la la» (Yahaira Plasencia, Daniel el Travieso y Randy)                                                                | 2020   | —                        | —                        | 5                        | Sencillos sin álbum                     |
| «Salsa» (Nael & Justin, Mackie y Yahaira Plasencia)                                                                      | 2020   | —                        | —                        | —                        | Sencillos sin álbum                     |
| «Salsa divas Perú en Navidad» (Yahaira Plasencia, Amy Gutiérrez y Kate Candela)                                          | 2020   | —                        | —                        | —                        | Sencillos sin álbum                     |
| «Dime (salsa)» | 2021   | —                        | —                        | 9                        | Sencillos sin álbum                     |
| «Homenaje a Selena» (Yahaira Plasencia, Cielo Torres y Amy Gutiérrez con Panamericana Music, Caliope y Brunella Torpoco) | 2021   | —                        | —                        | —                        | Sencillos sin álbum                     |
| «Tenemos el control (en vivo)»                                                                                           | 2022   | —                        | —                        | —                        | Y de pronto, tú y yo                    |
| «Dime (pop)» (Yahaira Plasencia y Obie Bermúdez)                                                                         | 2022   | —                        | —                        | —                        | Sencillos sin álbum                     |
| «Mix Karol G: Bichota/Sejodioto/El makinón» (Combinación de La Habana y Yahaira Plasencia)                               | 2022   | —                        | —                        | —                        | Sencillos sin álbum                     |
| «La cantante (salsa)» (con Ator Untela)                                                                                  | 2022   | —                        | —                        | 9                        | Sencillos sin álbum                     |
| «Navidad de color» (Corazón Serrano, Yahaira Plasencia y Bryan Arámbulo con varios artistas)                             | 2022   | —                        | —                        | —                        | Sencillos sin álbum                     |
| «Noche de luna» (Marco Romero y Yahaira Plasencia)                                                                       | 2023   | —                        | —                        | —                        | Sencillos sin álbum                     |
| «Decepcionada» (Atina y Yahaira Plasencia)                                                                               | 2023   | —                        | —                        | —                        | Sencillos sin álbum                     |
| «Acaríciame» (Yahaira Plasencia y Canela China)                                                                          | 2023   | —                        | —                        | —                        | Yahaira: éxitos de Juan Carlos Calderón |

#### Como artista invitada
| Título                                                                    | Año  | Álbum                        |
| ------------------------------------------------------------------------- | ---- | ---------------------------- |
| «Hacer el amor con otro» (N'Talla con Yahaira Plasencia)                  | 2018 | La original                  |
| «Amantes» (Michel Robles con Yahaira Plasencia)                           | 2018 | Mi rumba Light y La original |
| «Parte de mi vida» (Bun Bun Mezcla'o con Yahaira Plasencia)               | 2019 | Sencillos sin álbum          |
| «Amor de Navidad» (Radio Panamericana y Cielo Torres con varios artistas) | 2020 | Sencillos sin álbum          |
| «Sola (salsa)» (Kamm con Yahaira Plasencia)                               | 2021 | Yo soy Kamm: Desahogo        |

### Apariciones en álbumes
| Título                                                         | Año  | Álbum         |
| -------------------------------------------------------------- | ---- | ------------- |
| «Pensaste mal» (Elito Revé y su Charangón y Yahaira Plasencia) | 2022 | Evolution 6.5 |

## Filmografía

### Programas de televisión
| Título                       | Año       | Difusión           | Notas                                  |
| ---------------------------- | --------- | ------------------ | -------------------------------------- |
| Habacilar                    | 2009      | América Televisión | Concursante de Ven, baila, quinceañera |
| Bienvenida la tarde          | 2014      | Frecuencia Latina  | Concursante                            |
| El gran show: Reyes del show | 2015-2016 | América Televisión | Concursante de las temporadas 14 y 17  |
| Esto es guerra               | 2017-2018 | América Televisión | Concursante                            |
| Esto es guerra               | 2021      | América Televisión | Concursante                            |
| El artista del año           | 2018      | América Televisión | Concursante de la temporada 1          |
| El artista del año           | 2021      | América Televisión | Concursante de la temporada 8          |
| La gran estrella             | 2022      | América Televisión | Tutora                                 |

### Series de televisión
| Título           | Año  | Rol                  | Difusión           | Notas                           |
| ---------------- | ---- | -------------------- | ------------------ | ------------------------------- |
| Cumbia pop       | 2018 | Jazmín Camacho Tapia | América Televisión | Rol antagónico secundario       |
| Junta de vecinos | 2022 | Ella misma           | América Televisión | Actuación especial (1 episodio) |
| Maricucha        | 2022 | Ella misma           | América Televisión | Actuación especial (1 episodio) |

## Premios y nominaciones
| Premio(s)                     | Año  | Categoría                                  | Nominación a                               | Resultado  | Ref.    |
| ----------------------------- | ---- | ------------------------------------------ | ------------------------------------------ | ---------- | ------- |
| Balón Rosa de Oro             | 2015 | —                                          | Ella misma                                 | Ganadora   | [ 48 ]  |
| Premiación Conaco             | 2018 | Lo mejor del año                           | Ella misma                                 | Ganadora   | [ 86 ]  |
| Premios Fama                  | 2019 | Canción del año                            | «Y le dije no» (con Sergio George)         | Nominada   | [ 87 ]  |
| Premios Fama                  | 2019 | La salsa del año                           | «Y le dije no» (con Sergio George)         | Nominada   | [ 87 ]  |
| Premios Fama                  | 2019 | Mejor voz femenina (salsa)                 | Ella misma                                 | Nominada   | [ 87 ]  |
| Premios Heat Latin Music      | 2021 | Mejor artista sur                          | Ella misma                                 | Nominada   | [ 88 ]  |
| Premios Heat Latin Music      | 2022 | Mejor artista tropical                     | Ella misma                                 | Nominada   | [ 89 ]  |
| Premios Juventud              | 2021 | La nueva generación - femenina             | Ella misma                                 | Nominada   | [ 90 ]  |
| Premios Lo Nuestro            | 2023 | Canción tropical del año                   | «La cantante (salsa)» (con Ator Untela)    | Nominada   | [ 91 ]  |
| Premios Luces                 | 2020 | Hit del año                                | «U la la» (con Randy y Daniel el Travieso) | Nominada   | [ 92 ]  |
| Premios Moda                  | 2016 | Mejor canción hecha en Perú                | «¿Quién eres tú?»                          | Nominada   | [ 93 ]  |
| Premios Moda                  | 2020 | Disco Moda del año                         | «U la la» (con Randy y Daniel el Travieso) | Nominada   | [ 94 ]  |
| Premios Moda                  | 2020 | Disco Moda del año                         | «Cobarde» (con Sergio George)              | Nominada   | [ 94 ]  |
| Premios Moda                  | 2023 | Disco Moda del año                         | «Acaríciame» (con Canela China)            | Nominada   | [ 95 ]  |
| Premios Moda                  | 2024 | Mejor artista salsa Perú                   | Ella misma                                 | Nominada   | [ 96 ]  |
| Premios Platinum Panamericana | 2019 | Canción del año                            | «Y le dije no» (con Sergio George)         | Nominada   | [ 97 ]  |
| Premios Platinum Panamericana | 2019 | Artista del año                            | Ella misma                                 | Nominada   | [ 97 ]  |
| Premios Platinum Panamericana | 2019 | Voz femenina del año                       | Ella misma                                 | Nominada   | [ 97 ]  |
| Premios Platinum Panamericana | 2020 | Canción del año la más más                 | «Cobarde» (con Sergio George)              | Nominada   | [ 98 ]  |
| Premios Platinum Panamericana | 2020 | Cantante nacional femenina                 | Ella misma                                 | Nominada   | [ 98 ]  |
| Premios Platinum Panamericana | 2020 | Mejor artista nacional de salsa            | Ella misma                                 | Nominada   | [ 98 ]  |
| Premios Platinum Panamericana | 2020 | Mejor canción original nacional            | «Cobarde» (con Sergio George)              | Ganadora   | [ 99 ]  |
| Premios Platinum Panamericana | 2020 | Mejor salsa fusión                         | «U la la» (con Randy y Daniel el Travieso) | Nominada   | [ 98 ]  |
| Premios Platinum Panamericana | 2022 | Mejor salsa fusión                         | «U la la» (con Randy y Daniel el Travieso) | Nominada   | [ 100 ] |
| Premios Platinum Panamericana | 2022 | Mejor feat salsa                           | «Homenaje a Selena»                        | Nominada   | [ 100 ] |
| Premios Platinum Panamericana | 2022 | Mejor canción original nacional            | «Dime (salsa)»                             | Nominada   | [ 100 ] |
| Premios Platinum Panamericana | 2022 | Cantante nacional femenina                 | Ella misma                                 | Nominada   | [ 100 ] |
| Premios Platinum Panamericana | 2022 | Mejor artista nacional de salsa            | Ella misma                                 | Nominada   | [ 100 ] |
| Premios Radiomar              | 2018 | Mejor voz femenina                         | Ella misma                                 | Ganadora   | [ 101 ] |
| Premios Radiomar              | 2019 | Mejor voz femenina                         | Ella misma                                 | Coganadora | [ 102 ] |
| Premios Radiomar              | 2020 | Mejor video del año                        | «Cobarde» (con Sergio George)              | Ganadora   | [ 103 ] |
| Premios Radiomar              | 2020 | Artista con mayor proyección internacional | Ella misma                                 | Ganadora   | [ 103 ] |
| Premios Radiomar              | 2022 | La caliente                                | «La cantante (salsa)» (con Ator Untela)    | Nominada   | [ 104 ] |
| Ranking Salsómetro del Verano | 2019 | Colaboración del año                       | «Corazón encadenado»                       | Ganadora   | [ 105 ] |